# デビッド・グラミシュビリ
デビッド・グラミシュビリまたはダビト・グラミシュビリ（グルジア語: დავით გურამიშვილი）はロマン主義以前のグルジア文学の詩人でした。ダビティアーニと呼ばれる詩の作者。ウクライナにて死去。